# Железнодорожный вокзал в Черновцах
Железнодорожный вокзал в Черновцах (также Черновицкий вокзал) — пассажирский терминал станции Черновцы. Главный железнодорожный вокзал города Черновцы.
Построен в 1906—1909 гг., в стиле венский сецессион, по проекту известного архитектора Отто Вагнера (предположительно). Памятник архитектуры местного значения.

## История

### Первый вокзал
В 1841 году правительство Австрийской империи утвердило Железнодорожную программу, в которой, среди прочего, было предусмотрено развитие железнодорожного транспорта в Галичине. Линия от Вены до Львова должна была быть построена к 31 декабря 1863 года. После этого линия продолжалась до Черновцов.
3 ноября 1861 года первый поезд, который назывался «Ярослав», проследовал из Вены во Львов. После этого активными темпами началось строительство железнодорожной линии Львов — Черновцы протяжённостью 267 км, проходившей через Ходоров и Станислав. Работы были завершены за два года.

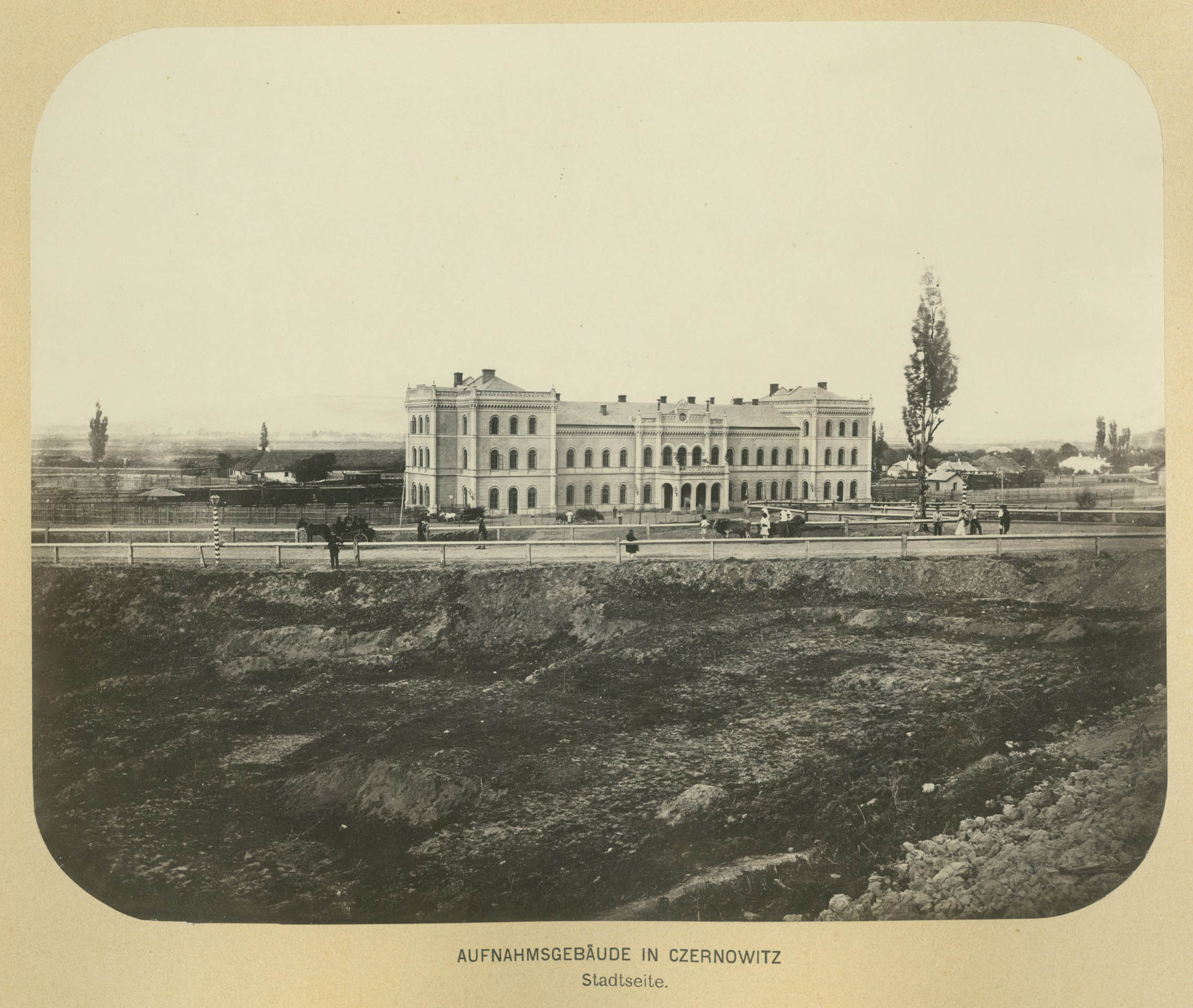
alt = Старый Черновицкий вокзал (1866—1906 гг.)

Первый поезд из Львова в Черновцы — к тому времени уже столицу коронной земли Герцогство Буковина пришёл 1 сентября 1866 года. Встречали его салютом пушечными залпами и оркестром на перроне, при огромном стечении народа, приветствовавших прибытие поезда овациями и радостными криками.
К открытию железнодорожного движения до Черновцов был построен первый вокзал, который представлял собой здание, состоявшее из центрального двухэтажного объёма и двух трёхэтажных флигелей по краям. Располагался он к северо-западе от современного вокзала, в 50 метрах за нынешним зданием Резерва проводников (Кондукторского резерва) и чуть правее от него. По такому же проекту в 1866 году был построен вокзал в городе Станислав, ныне Ивано-Франковск (перестроен), а в 1871 году — на станции Сучава-Северная, расположенной в пригороде Сучавы Ицкань (Румыния). Этот вокзал существует до сих пор в первозданном виде и даёт представление о первом вокзале в Черновцах.
Таким образом, Черновцы стали одним из первых украинских городов, имеющих собственный железнодорожный вокзал. Ибо первый поезд в Харьков пришёл в 1869 году, в Киев и Тернополь — в 1870-м, а на Волынь, в Ковель только в 1873 году.
Место, где был построен вокзал, в XIX веке находилось на окраине Черновцов, в полутора километрах от центра города. К тому же центр города находится на возвышенности, в отличие от вокзала, расположенного неподалеку от реки Прут, поэтому улицы, идущие от вокзала в центр Черновцов, имели заметный подъем. Чтобы облегчить связь вокзала с городом, власти Черновцов озаботились проведением общественного транспорта, и в 1897 году линия трамвая соединила вокзал с Центральной площадью.
Вокруг трамвайного кольца сформировалась Привокзальная площадь. На ней перед прихода очередного поезда выстраивались десятки извозчичьих пролеток и фиакров в ожидании ездоков, а с приходом поезда из него на площадь вываливала толпа пассажиров, пытавшихся штурмом взять маленькие двухосные вагончики трамвая. Площадь также часто становилась местом торжественной встречи выдающихся деятелей украинской культуры, приезжавших в Черновцы. Так, в 1901 и 1903 годах жители города приветствовали здесь писательницу Лесю Украинку, в 1903 и 1904 годах здесь встречали композитора Николая Лысенко, а 6 мая 1913 года, уже перед новым вокзалом — писателя Ивана Франко.

### Вокзал в стиле модерн

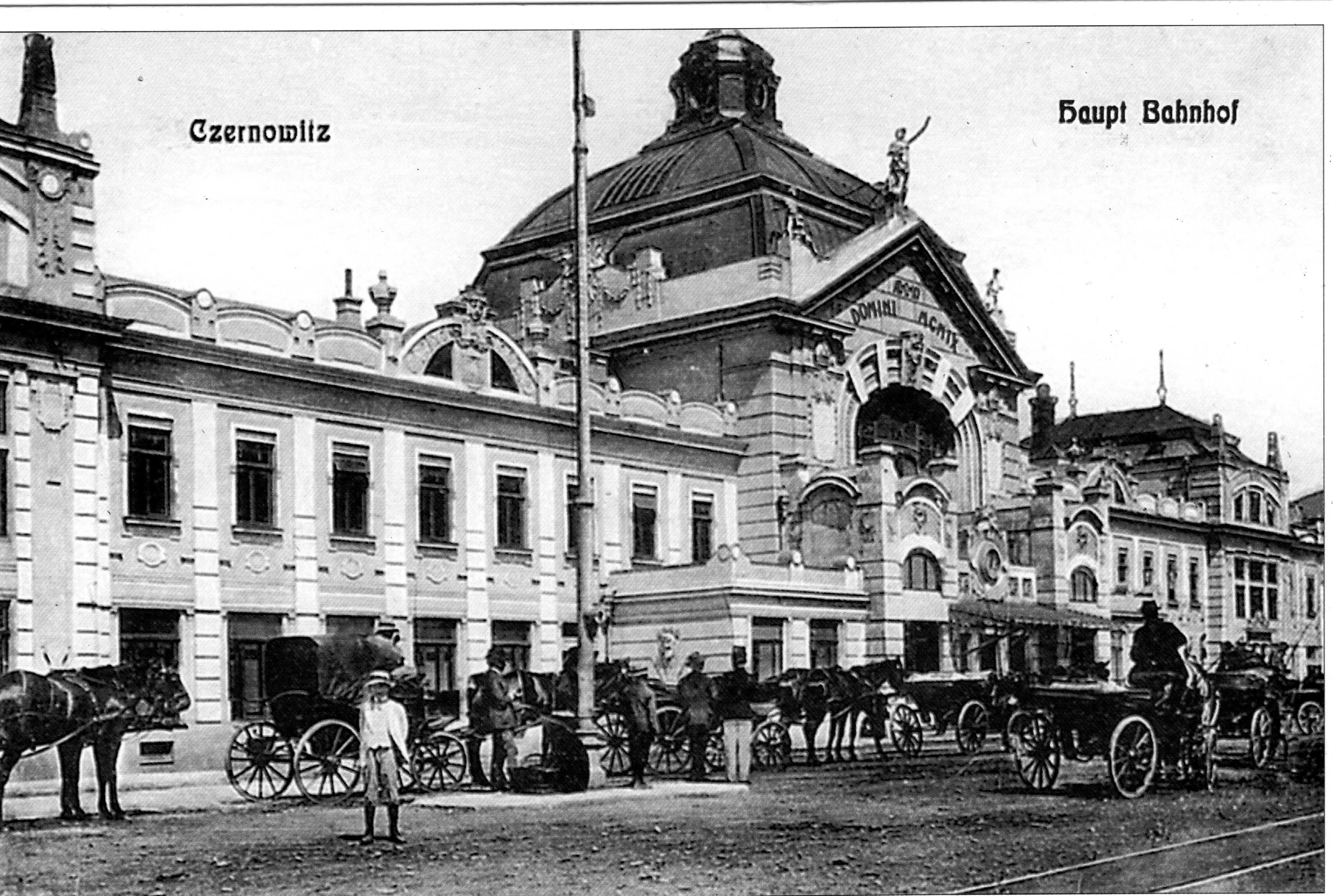
Черновицкий вокзал в 1910-е гг.

Стремительный рост города, а также соответствующий ему рост пассажиропотока через Черновцы остро поставили город и железнодорожные власти перед необходимостью строительства нового вокзала значительной вместимости. Ибо если за 1867 год — первый год функционирования станции Черновцы и старого вокзала — было зарегистрировано всего лишь 20 062 прибывающих и 21 256 уезжающих пассажиров, то данное число выросло до более чем полумиллиона к концу XIX века. Ежедневно через залы ожидания вокзала проходило свыше тысячи человек, а по понедельникам по 3 - 4 тысячи. У единственной билетной кассы выстраивались огромные очереди.
Черновчане стремились иметь железнодорожный вокзал, соответствующий статусу столицы, ничем не напоминавший провинциальное прошлое. Впрочем, развитие Черновцов имело приоритетное значение и для Австро-Венгрии, поэтому новый вокзал — городские ворота, и одновременно лицо города, должен был быть способен принимать как самых важных, сановных, так и самых требовательных гостей. С этой целью был заказан весьма амбициозный проект здания, в стиле венский сецессион, возможно, у Отто Вагнера, одного из самых известных на тот момент архитекторов Австро-Венгрии, имевшего опыт строительства железнодорожных пассажирских зданий на станциях Венского штадтбана.
Существует, однако, точка зрения, что автором проекта нового вокзала был известный австро-венгерский архитектор Юлиан Захаревич, имеющий работы в стиле венский сецессион, построивший вокзал в Яссах, а в Черновцах — здание реформистской синагоги (т. н. Темпль).

Создатели железнодорожного вокзала в Черновцах
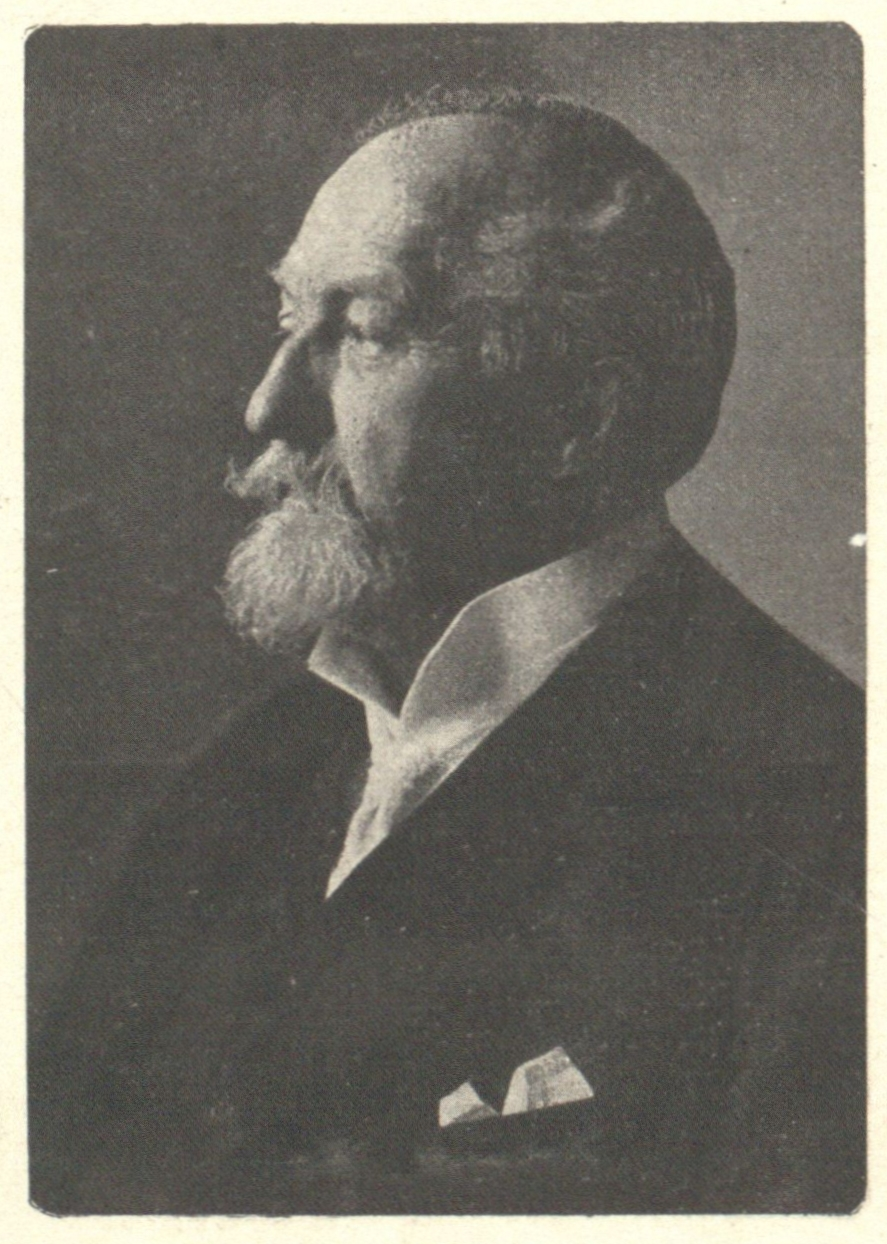
Отто Вагнер
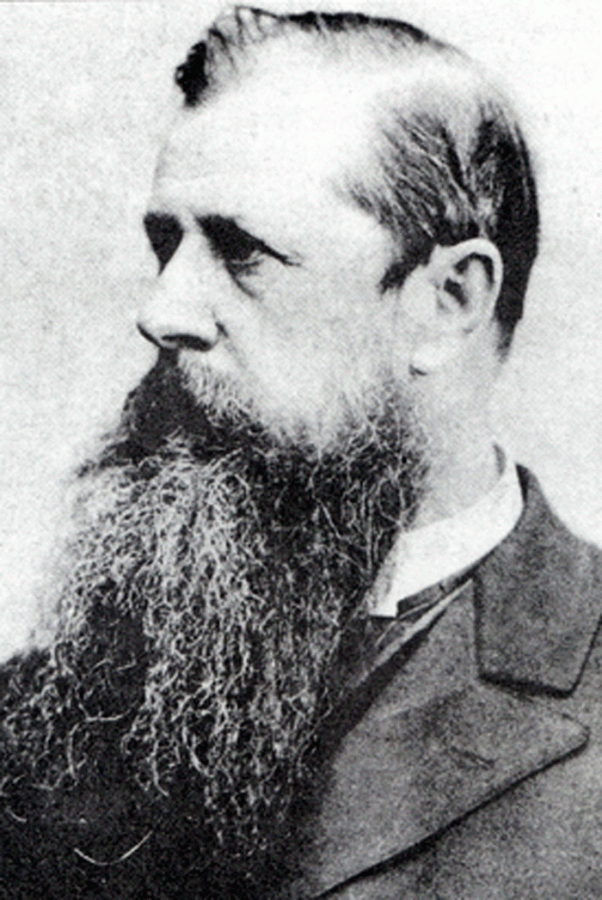
Юлиан Захаревич
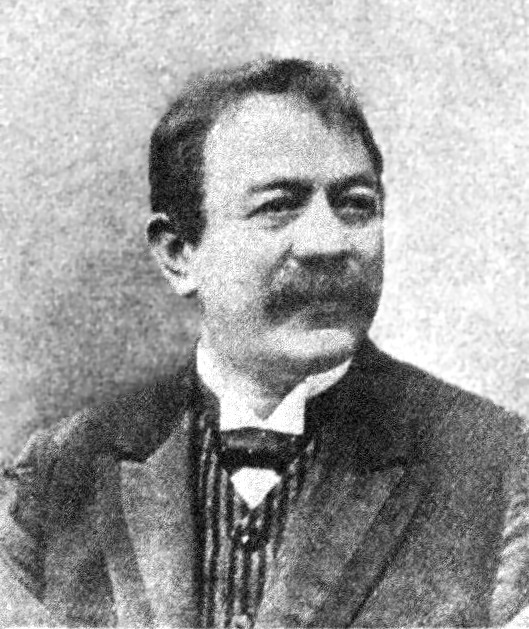
Бенно Штраухер

16 сентября 1906 года был заложен фундамент будущего памятника архитектуры. Учитывая то, что на месте, где велось строительство когда-то было болото, в основу сооружения был положен свайный фундамент из крепких бетонных свай. Вокзал строился под руководством черновицкого архитектора Морица Эллинга, на средства, выделенные Императорским и королевским министерством путей сообщения Австро-Венгрии.
Работы продолжались более трёх лет. Торжественное открытие нового железнодорожного вокзала состоялось 30 ноября 1909 года.
Существенный вклад в строительство Черновицкого железнодорожного вокзала сделал Бенно Штраухер, который был одним из инициаторов и организаторов проекта, а также входил в структуру, контролировавшую ход строительства. Незадолго до окончания строительства вокзала, Бенно Штраухеру было присвоено звание почетного гражданина Черновцов.
Во время Первой мировой войны Черновицкий железнодорожный вокзал претерпел значительные разрушения. Его восстановление длилось около двух лет и окончательно было завершено только в 1920 году. Снова восстановительные работы пришлось проводить в 1945 году, по завершении Великой Отечественной войны. Однако вследствие того, что здание не получило существенных повреждений в ходе военных действий, работы продолжались недолго.

## Архитектура

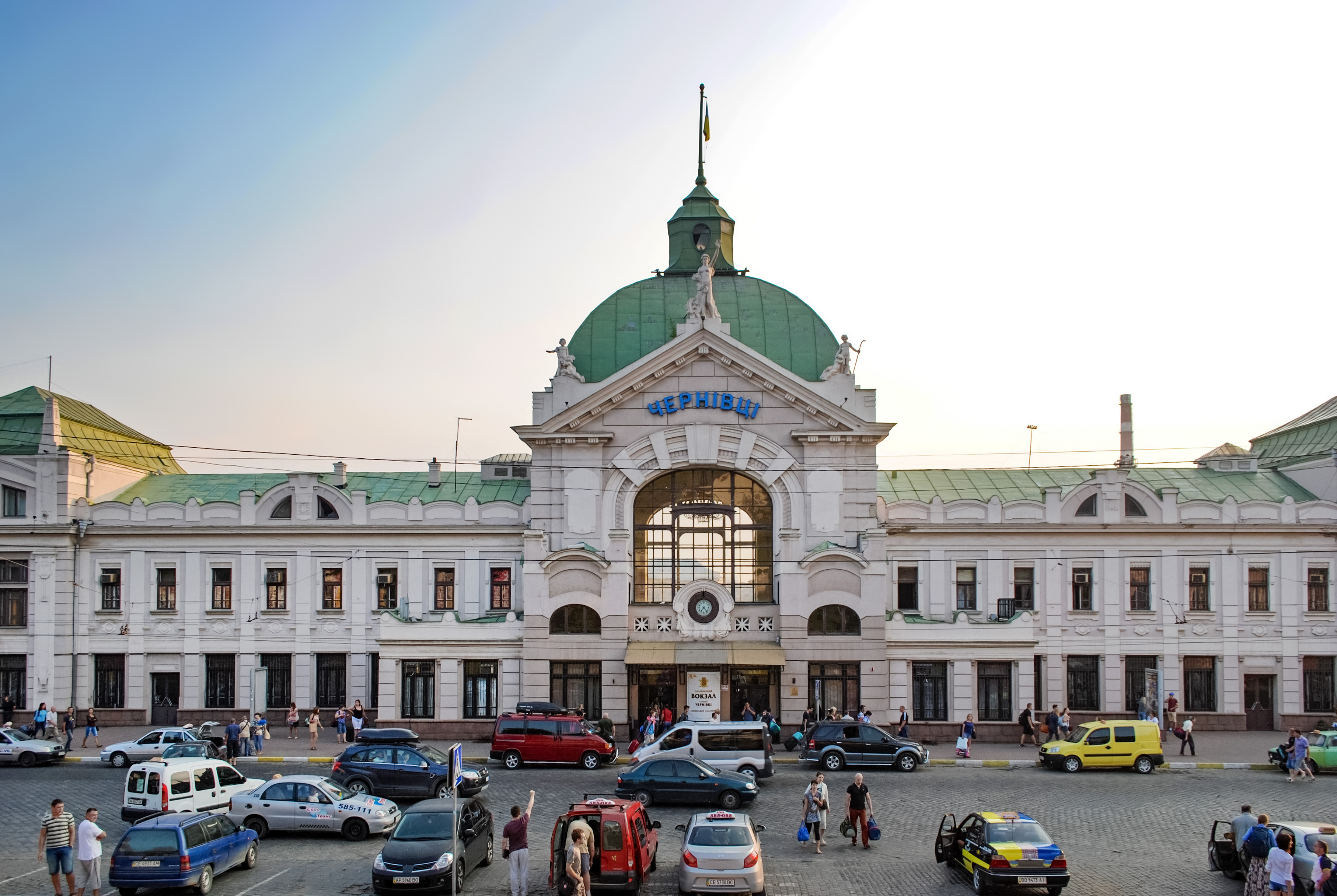
Железнодорожный вокзал в Черновцах (2015)

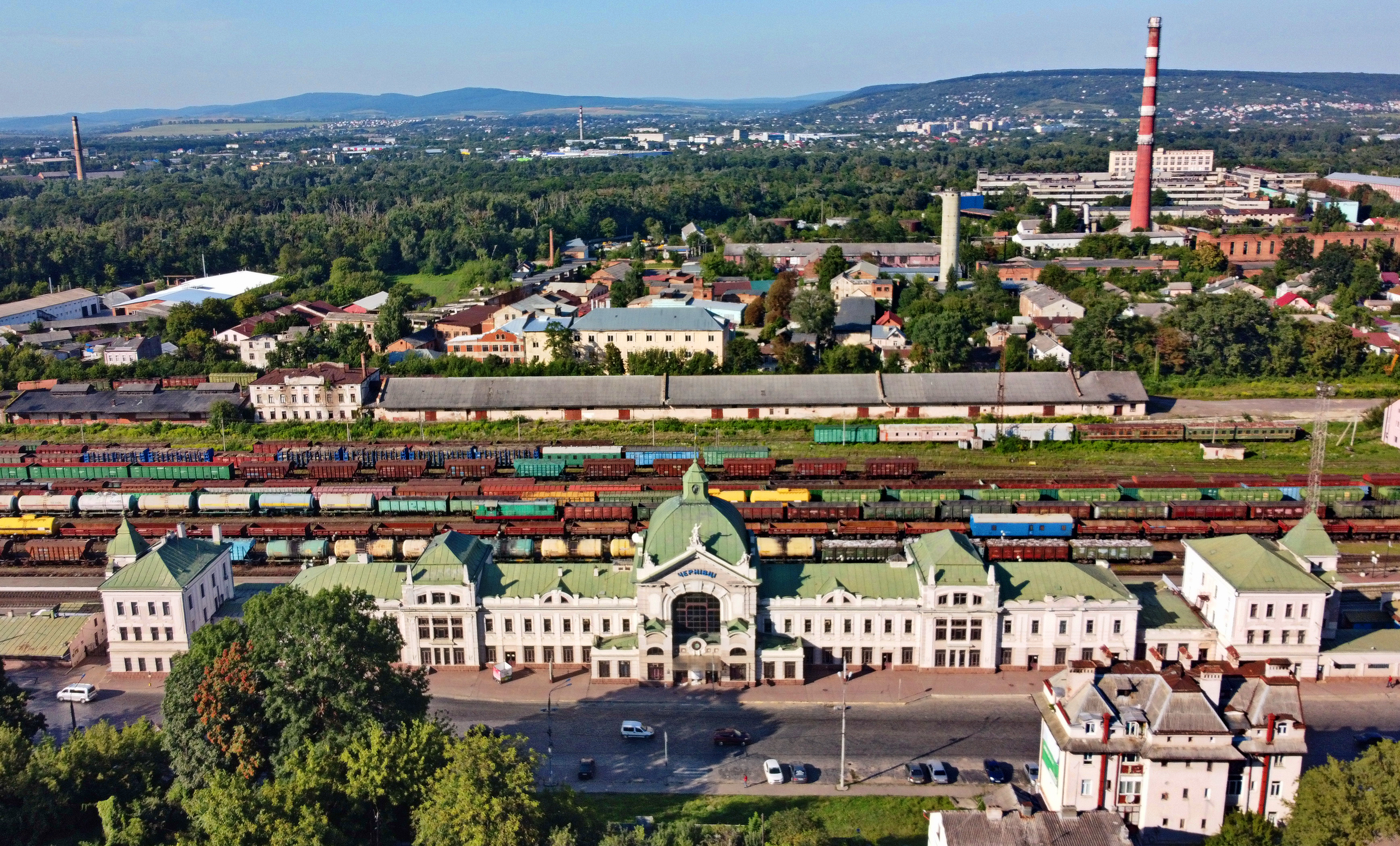
Вид с воздуха на железнодорожный вокзал

Вокзал построен в стиле модерн, в его варианте, характерном для архитектуры Вены последнего десятилетия XIX — начала XX века и именуемого венский сецессион. Композиция здания симметрична и представляет собой двухэтажный вытянутый прямоугольник с возвышающейся центральной частью, которую венчает купол над главным залом вокзала. Купол имеет 20 метров в высоту и завершается башенкой с флагштоком.
Над вершиной фронтона, что над главным входом в вокзал, установлена статуя богини Ириды, которая согласно древнегреческой мифологии являлась богиней-вестницей. Поднятая рука полуобнажённого силуэта женщины говорит о радушном приёме, который ожидает гостей города, и о душевном прощании с ними при расставании. С обеих сторон Ириду окружают четыре ангелочка: одна пара держит в руках цветы, два других изображены со стрелами. Ангелочки символизируют гостеприимство местных жителей и их буковинский темперамент.
Высокий потолок главного зала вокзала, представляющий собой внутреннюю поверхность купола, а также стены его покрыты художественной лепкой в виде геометризованного орнамента из листьев, цветов, между которых помещены женские головки и маски. Волшебное сочетание светло-зелёного и белого цвета стен и лепки подчёркивают акценты позолоты. Интерьер украшают также растительные фрагменты, маскароны со стилизованными крылышками, кадуцеи и колеса — символы древнегреческого бога Гермеса, покровителя путников.

## Традиции
С момента прибытия первого поезда в Черновцы, который встретили оркестром на перроне вокзала, живая музыка как непременный атрибут встречи и провожания поездов стала традицией. Каждое прибытие и отправление поезда (местные жители называли его «цугом», от нем. Zug — «поезд») на Черновицком вокзале сопровождалось веселыми музыкальными композициями в исполнении местного оркестра. Поезд сообщением Черновцы — Львов отправлялся в 7 часов 40 минут вечера, и провожая поезд, оркестр играл модную тогда мелодию, ныне знаменитую как «Семь-сорок». Множество людей приходило на вокзал просто послушать оркестр, приветствовавщий и провожавший своей музыкой поезда, и мелодия «Семь-сорок» нравилась им больше всего.
Вопреки общепринятой легенде одесского происхождения этой мелодии, местный писатель-краевед, артист и режиссёр Василий Селезёнка утверждает, что она возникла не в Одессе, а в Черновцах, и связана с Черновицким вокзалом.
Поезд отходил в 7:40 вечера... Это было событие - поезд отходит, как не посмотреть на такое Чудо? Это же великое событие! На перроне играл оркестр, люди радовались, веселились, танцевали.
Часто играли одну и ту же модную тогда мелодию... Потом, когда хотели, чтобы заиграли эту же мелодию, но не знали, как она называется, то просили так: «Сыграйте ту мелодию, что тогда в 7:40. Помните? 7:40». «А-а! 7:40», - догадывались музыканты. Так и прозвали тот танец — «Семь-сорок».
Миновало столетие. Менялись государства, распадались империи. Давно уже нет Австро-Венгрии, нет уже и «нерушимого Советского Союза». Нерушимый развалился, а «Семь-сорок» живет, его знают, танцуют не только в Черновцах, но и далеко за пределами Черновцов. Знают, что зовется этот танец «Семь-сорок», а вот почему такое название — забыли. Многое забылось...

Оригинальный текст (укр.)Потяг відходив о 7.40 вечора... Це була подія — потяг відходить, як не подивитись на таке Диво? Це ж велика подія! На пероні грав оркестр, люди раділи, веселились, танцювали.
Часто грали одну й ту ж модну тоді мелодію... Пізніше, коли хотіли, щоб заграли ту ж мелодію, не знали, як вона називається і казали: "Заграйте ту, що тоді о 7.40. Пам'ятаєте? 7.40". "А-а! 7.40", - здогадувались музиканти. Отак і прозвали той танець - "Сім сорок".

Минуло століття. Минали й мінялися держави розпадались імперії. Давно стала небіжечкою Австро-Угорщина, небіжчик уже й "нерушімий Советський Союз". Нерушімий, але розвалився, а "Сім сорок" живе, його знають, танцюють не тільки в Чернівцях, а й далеко поза Чернівцями. Знають, що зветься цей танець "Сім сорок", а от чому така назва - забули. Багато чого забулося...
Традиция музыкального прощания с гостями города и пожелания им счастливого пути, в наше время восстановлена, правда, в несколько измененном виде. «Живого» оркестра сейчас на платформе нет и мелодии звучат другие, но каждый поезд дальнего следования, отправляющийся с Черновицкого вокзала, провожается музыкой — звучащей по вокзальной громкой связи аудиозаписью одной из популярных буковинских мелодий. Среди них — песня «Маричка» Степана Сабадаша на стихи Михаила Ткача, ставшая визитной карточкой города Черновцы.

## Современность
В 1999 году на Черновицком железнодорожном вокзале были проведены реставрационные работы.
Железнодорожный вокзал станции Черновцы входит в структуру Львовской железной дороги. На вокзале работают кассы продажи билетов, есть залы ожидания, камеры хранения, туалеты, медпункт, парикмахерская. Ресторан «Вокзальный» работает без выходных с 10:00 до 23:00. Буфет работает круглосуточно, с перерывами. Также имеется пункт обмена валюты, почта, телеграф, таксофоны с международной связью, предоставляются услуги Интернета. Вокзал с центром города соединяют троллейбусные маршруты № 3 и № 5, автобус № 1 и маршрутное такси № 39.
Вокзал обслуживает несколько прямых и транзитных направлений. В частности, Черновцы имеют железнодорожное сообщение, как регулярное, так и периодическое, с такими городами, как Киев, Ивано-Франковск, Ковель, Коломыя, Львов, Одесса.

## Галерея

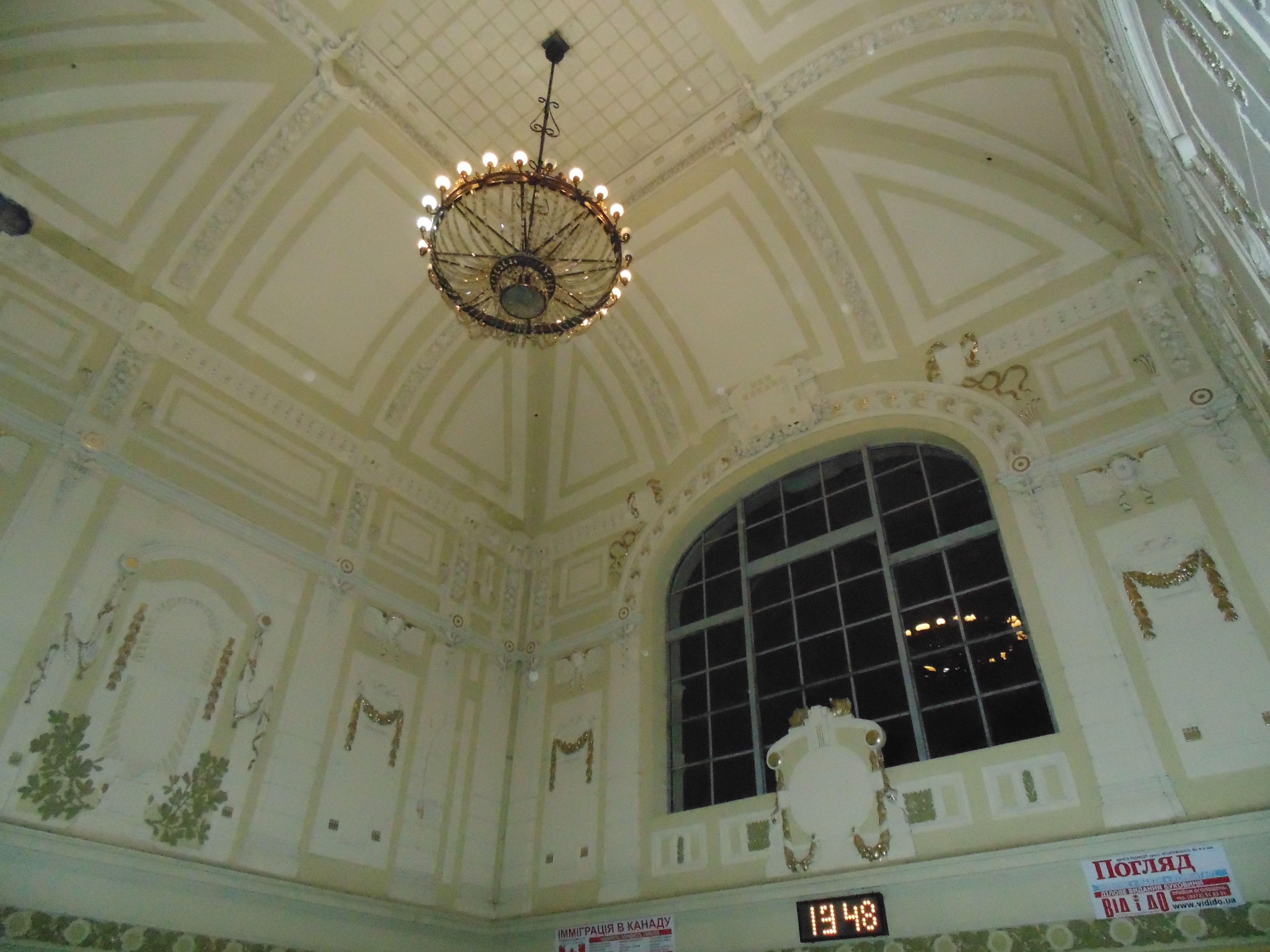
Отделка Главного зала вокзала
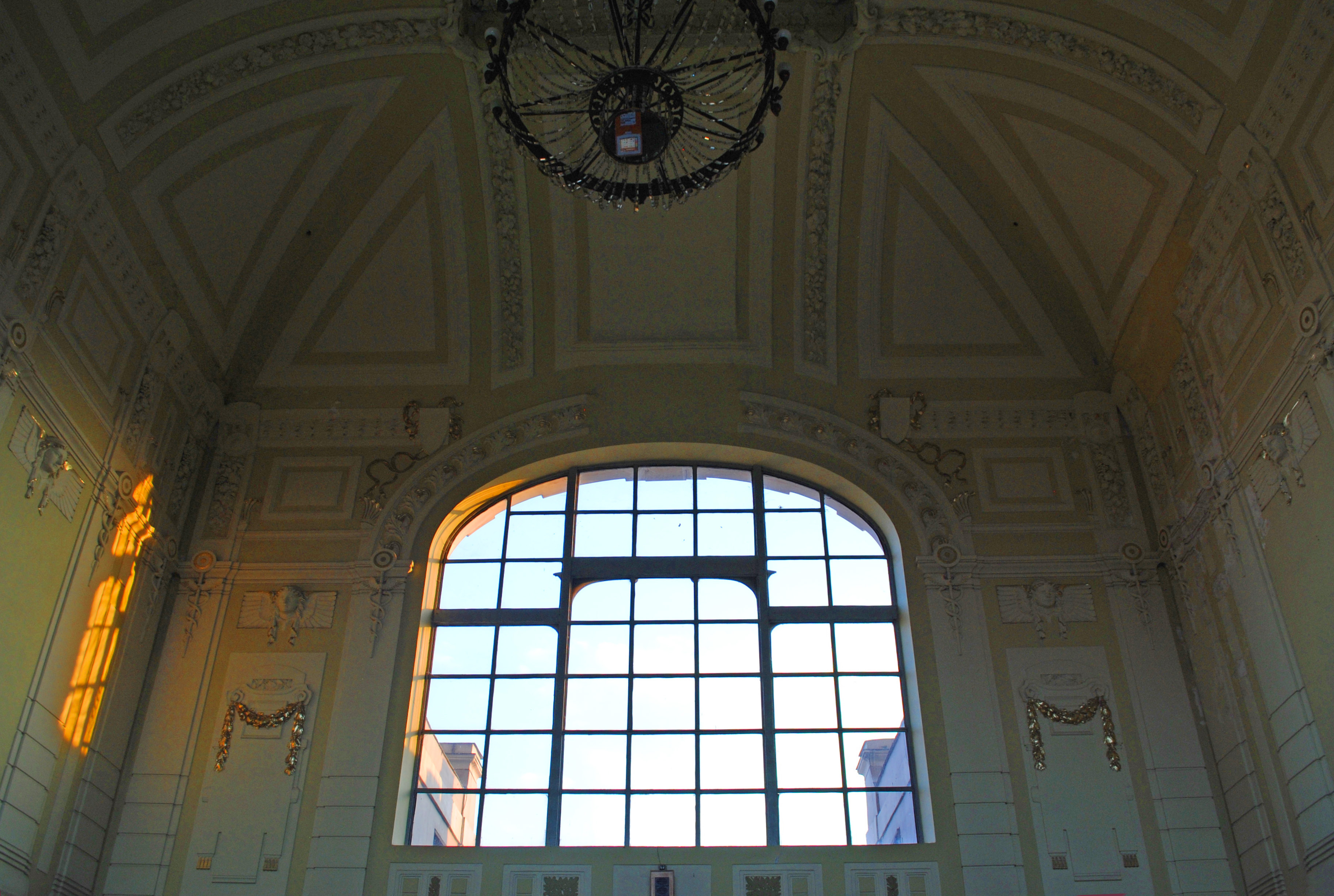
Отделка Главного зал вокзала
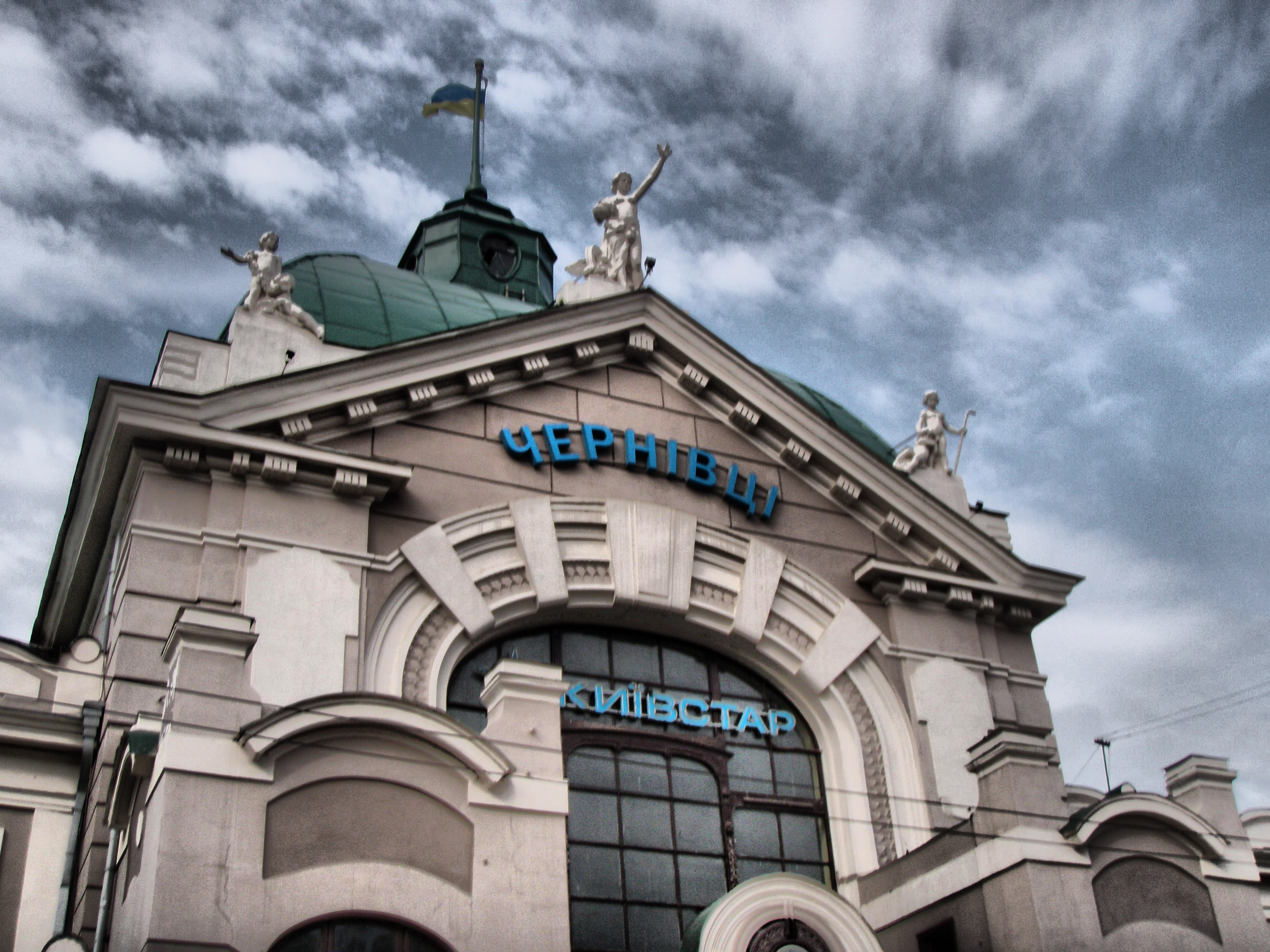
Богиня Ирида над центральным входом в вокзал
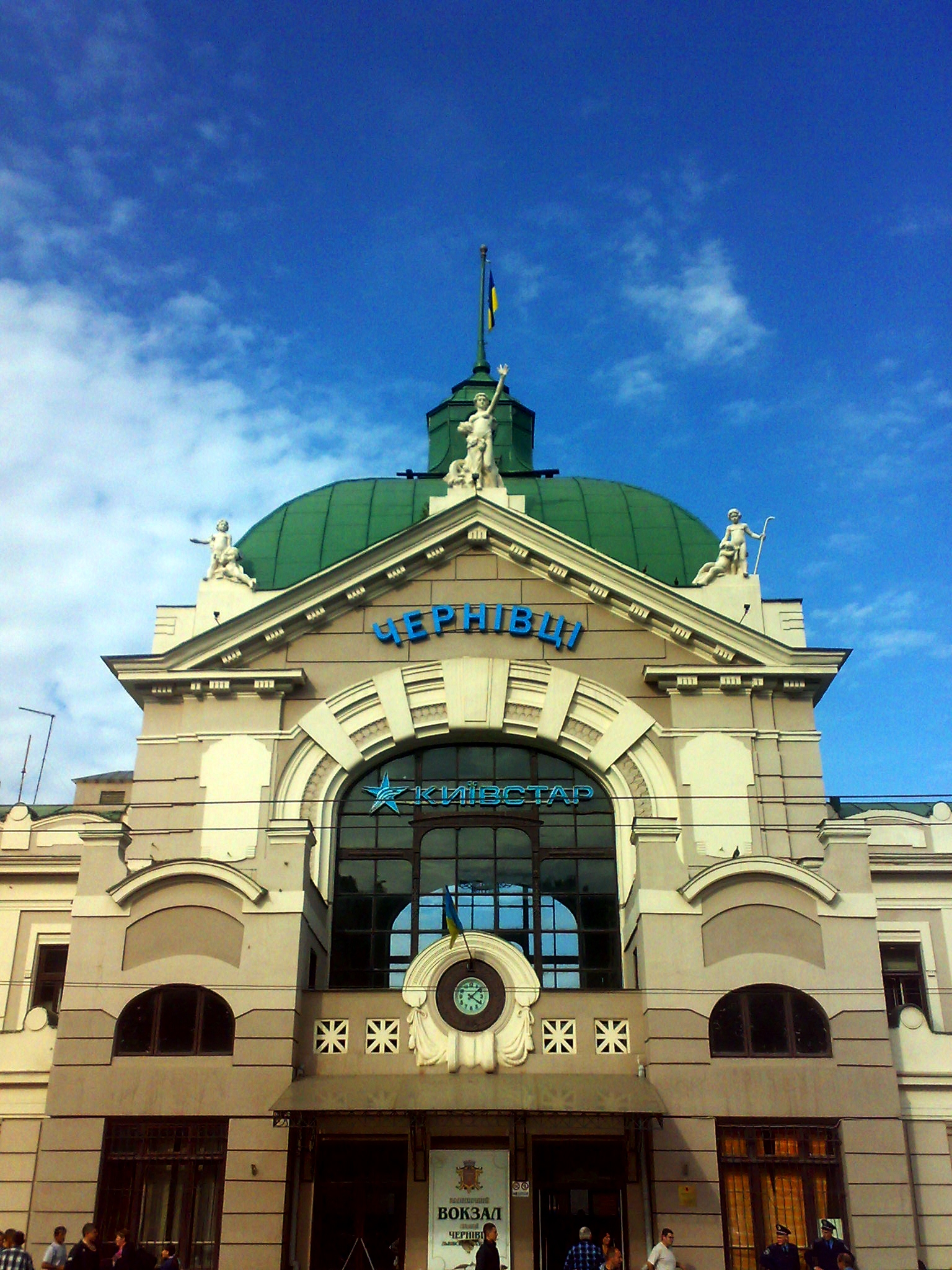
Центральный вход в вокзал
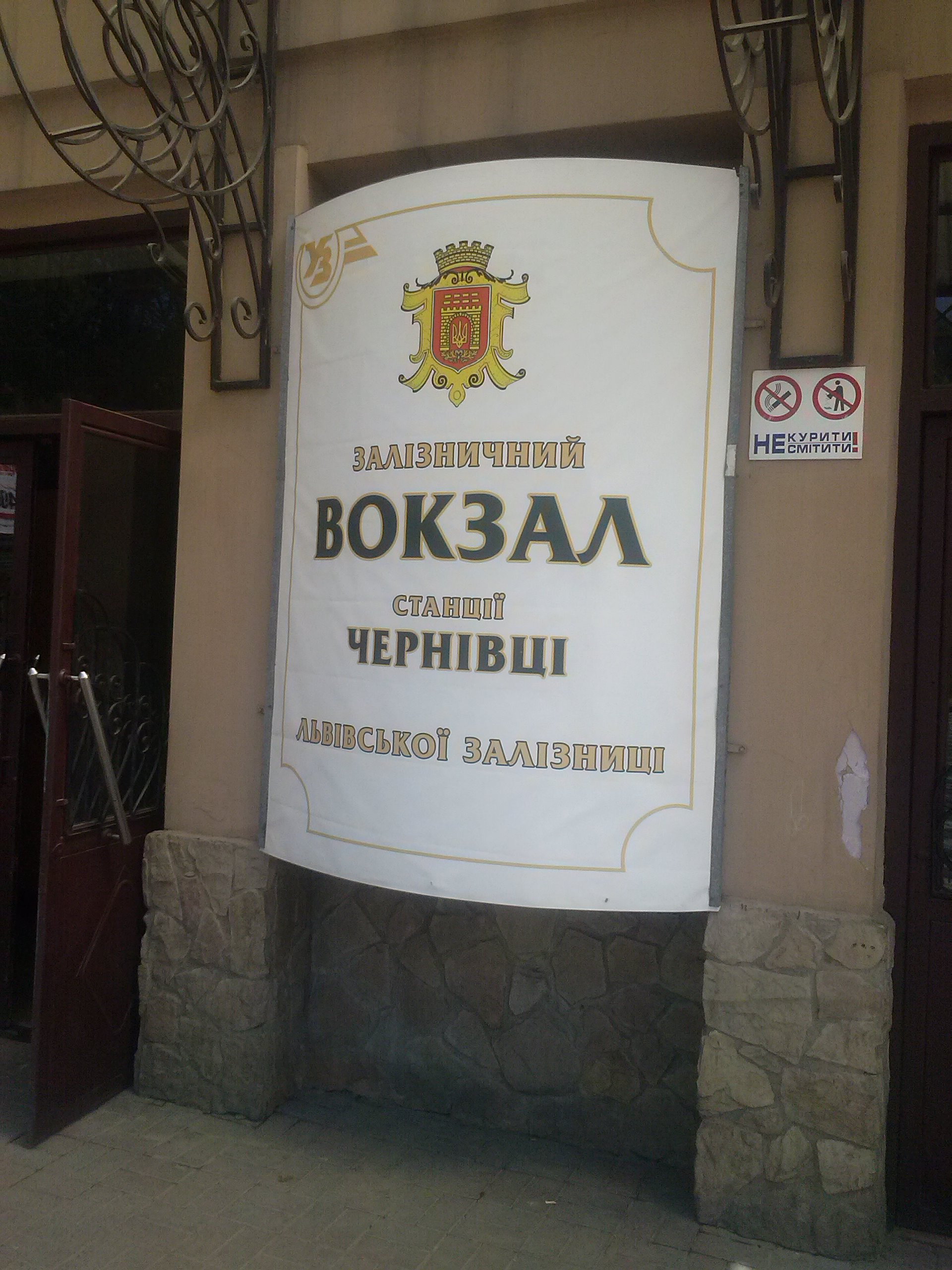
Оформление центрального входа в вокзал
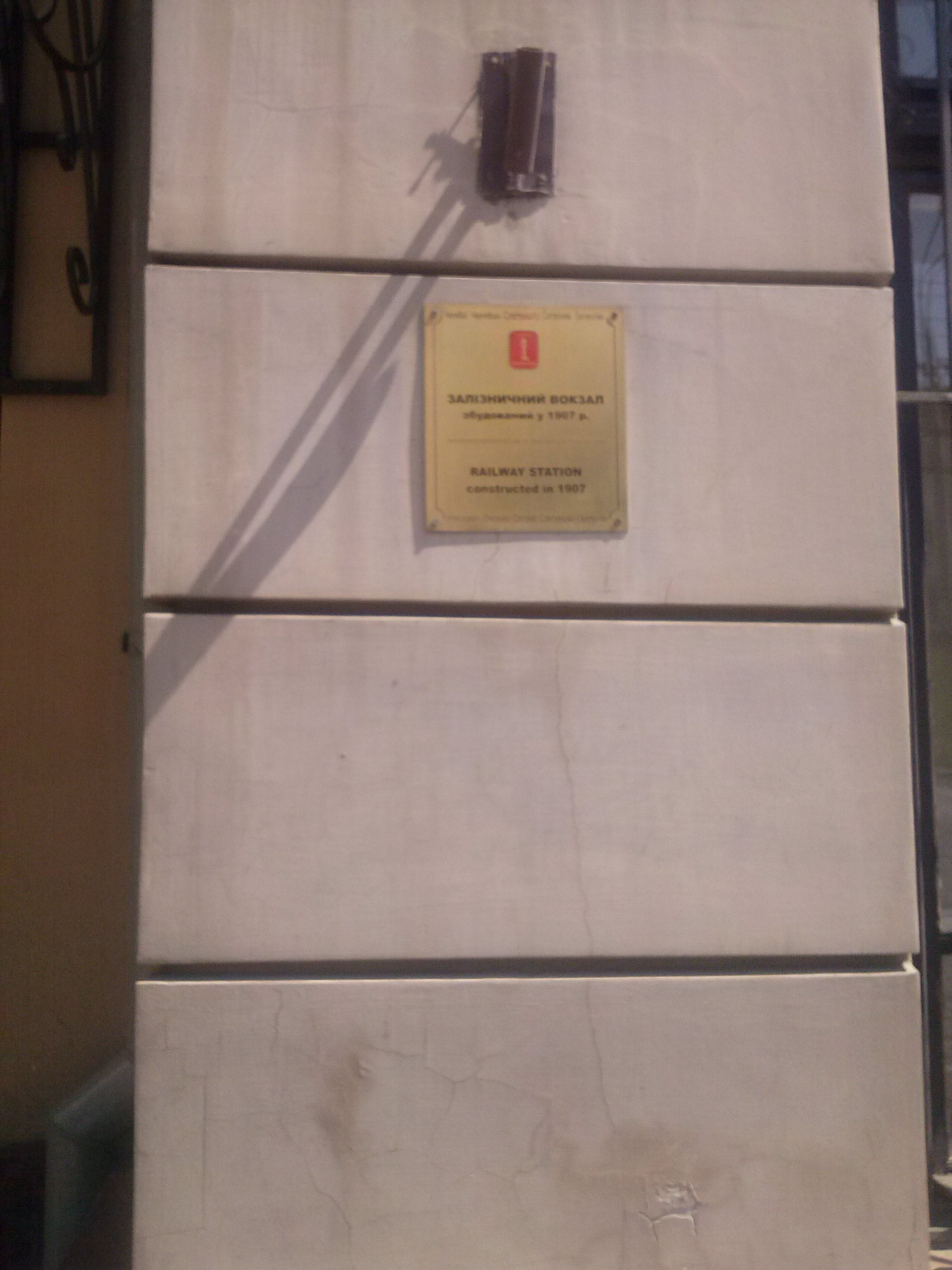
Охранная доска вокзала как памятника архитектуры
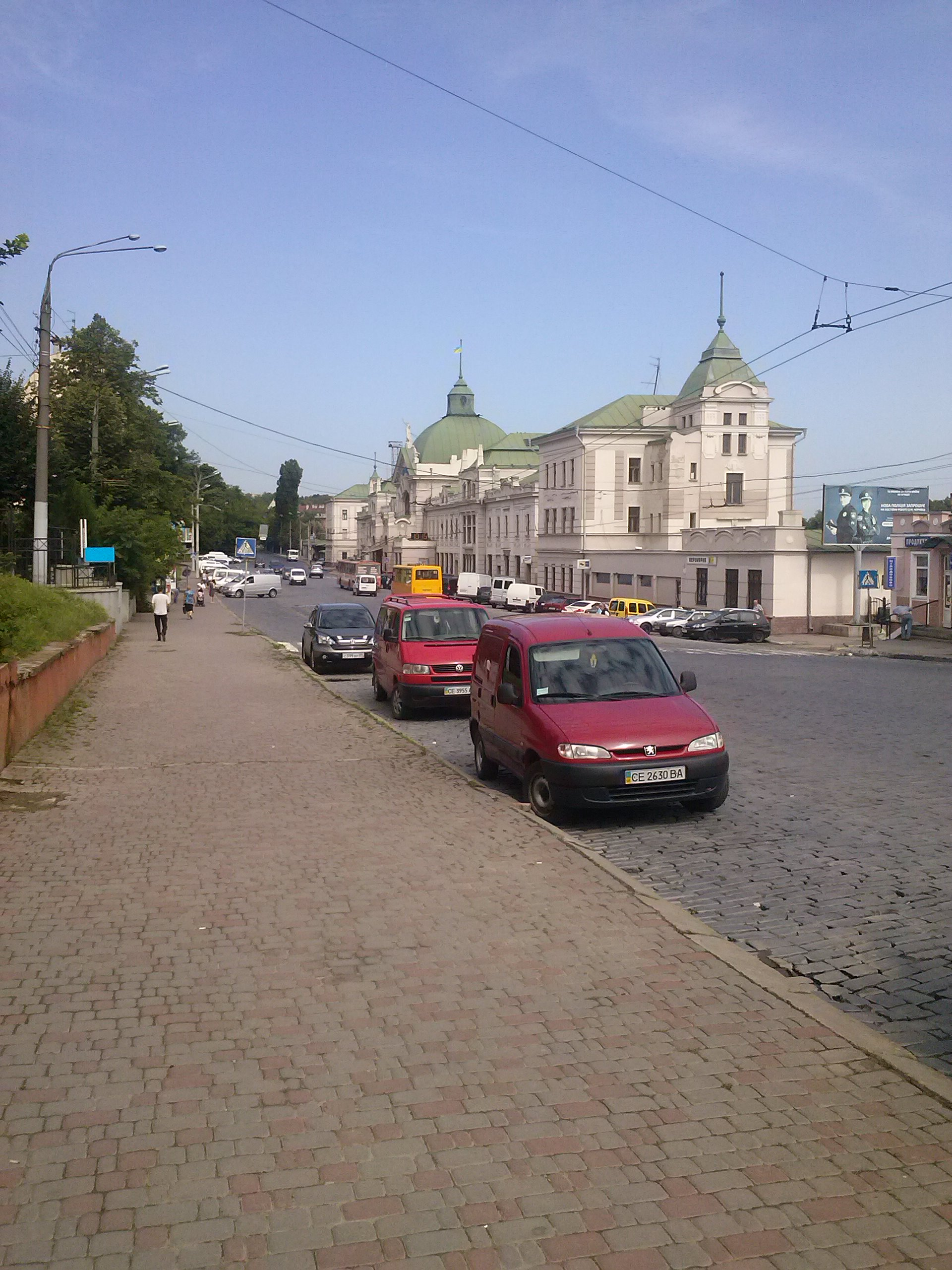
Вид с улицы Гагарина